# Im Spiel der Wellen (Skulptur)

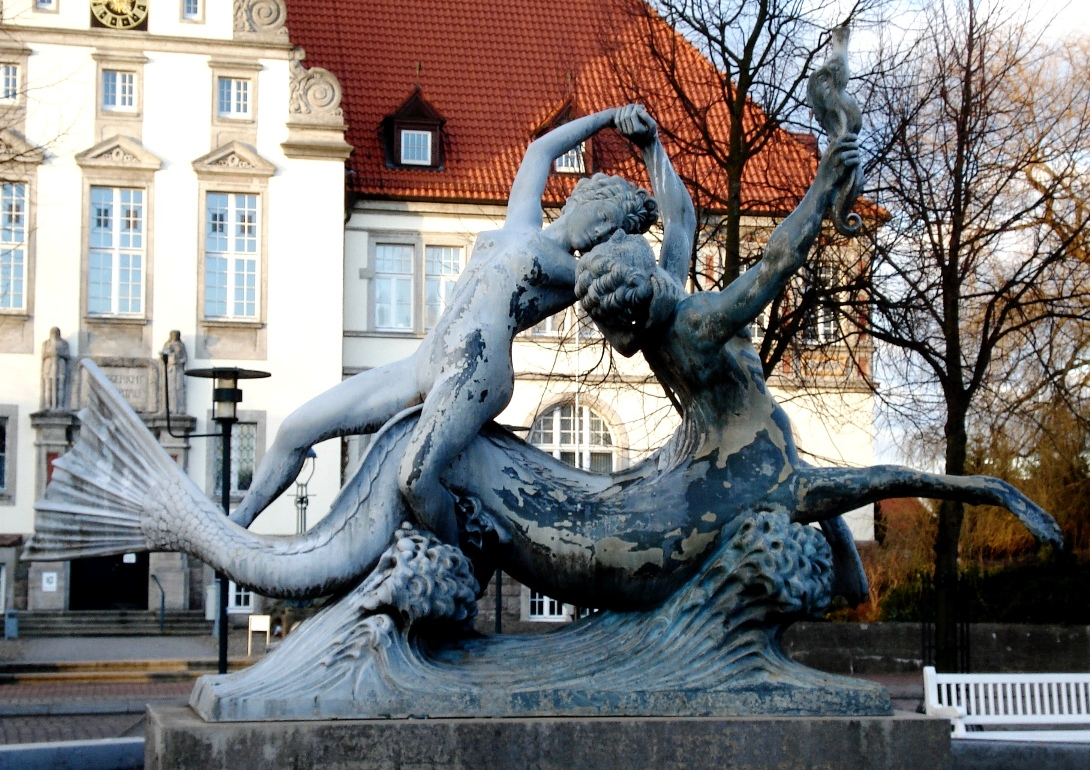
Rekonstruierter Brunnen „Im Spiel der Wellen“ in Bad Schwartau

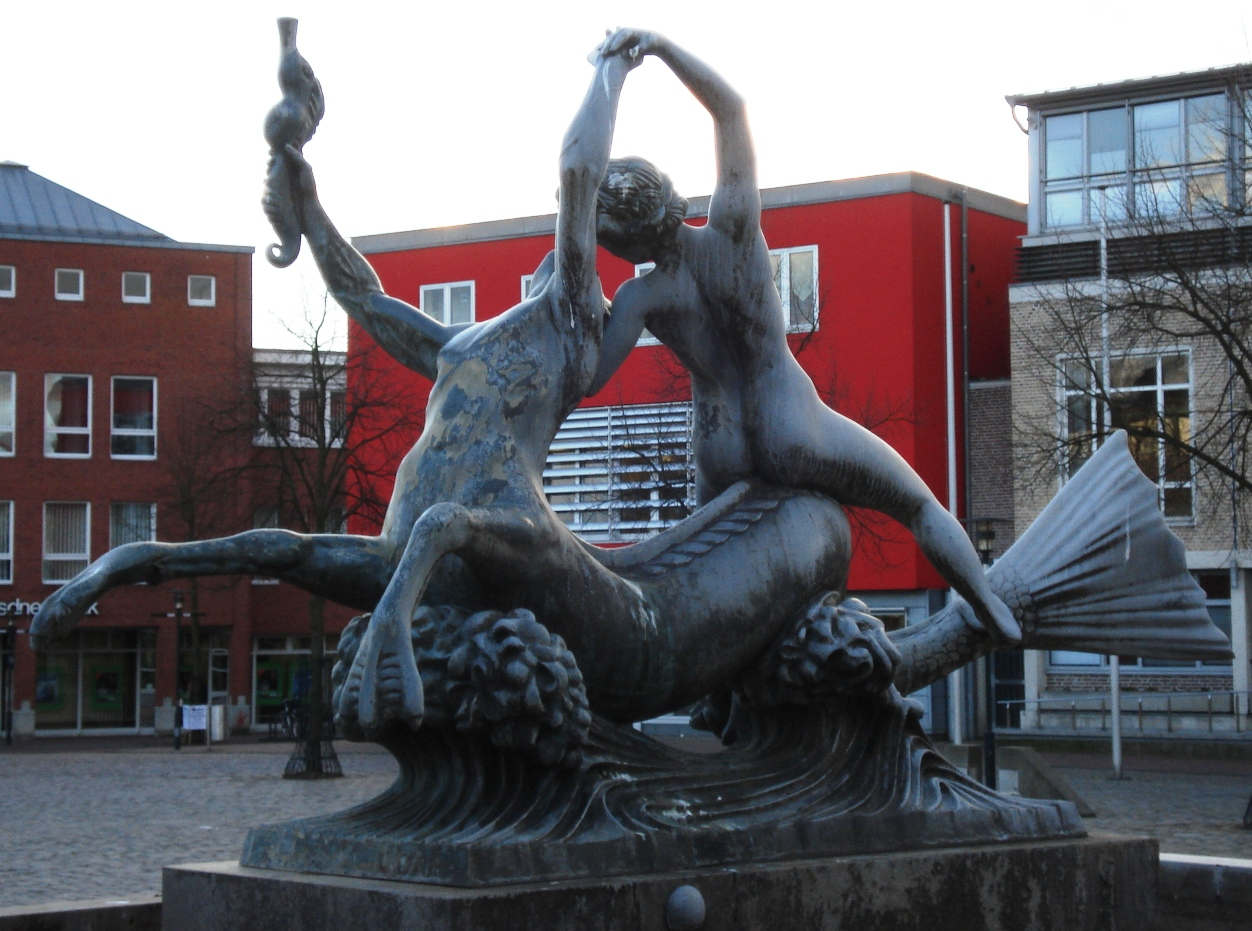
Rekonstruierter Brunnen „Im Spiel der Wellen“ in Bad Schwartau - Rückseite

Im Spiel der Wellen ist der Titel der als Springbrunnen ausgeführten Bronzeplastik des Brunnens auf dem Markt in Bad Schwartau.
Die Plastik war ein Geschenk des Bildhauers Paul Peterich an seinen Geburtsort. Die Originalplastik wurde während des Zweiten Weltkriegs 1943 als Beitrag zur Buntmetallsammlung eingeschmolzen und der Steinsockel nach dem Krieg abgeräumt.
Der heutige Brunnen ist eine Nachbildung nach historischen Fotografien durch den Künstler Josef Andrey Wieczorek.
Die Gesamtkosten des Replikates beliefen sich auf DM 750.000.

## Darstellung
Die Jugendstil-Plastik zeigt Triton, den Sohn des Meeresgottes Poseidon, und die Mittelmeer-Nymphe Nereide vor ihrer Entführung in das Wasserreich. Sie knüpft an die Reihe der Tritonenbrunnen an.
Triton ist als Chimäre aus Mensch, Fisch (Delfin) und Pferd mit Flossen statt Hufen dargestellt, der sich rückwärts der ebenfalls rückwärts auf ihm reitenden, seinen Kopf umarmenden Nereide zum Kuss zuneigt. Dabei hält er ein Seepferdchen als Abwandlung seines Attributes, der gewundenen Seemuschel, in der Hand des rechten ausgestreckten Armes.
Die Gesamtheit der Skulptur wird durch die geschwungenen, harmonisch ineinander übergehenden Formen bestimmt.

## Geschichte und Wiederentstehung
Die Plastik entstand zwischen 1905 und 1907 in Rastede. 1910 wurde sie, bereits für Schwartau bestimmt, bei der Kunstausstellung in der Katharinenkirche in Lübeck ausgestellt, wo sie viel Beachtung fand und als eines der besten Werke Paul Peterichs beurteilt wurde. Die für die Errichtung des Brunnens erforderlichen Mittel von 12.000 Mark (ℳ) wurden zu 5/6 durch die Schwartauer Bevölkerung aufgebracht.
1912 wurde die Plastik als ein Geschenk Paul Peterichs an seine Heimatstadt auf dem fertiggestellten Brunnen auf dem Marktplatz aufgestellt. Den Anlass gab der 80. Geburtstag seines Vaters Jasper Hinrich Peterich.
Im Zweiten Weltkrieg wurde die Plastik 1943 als Buntmetall gesammelt und zu einem unbestimmten Zeitpunkt in Hamburg eingeschmolzen. Die Suche nach ihr 1945 nach Kriegsende blieb erfolglos.
Seit Anfang der 1980er Jahre war es das Bestreben des Gemeinnützigen Bürgervereins Bad Schwartau, die Plastik neu entstehen zu lassen. Dafür wurde 1986 eine Rekonstruktion (heute im Museum der Stadt Bad Schwartau) nach den bekannten Fotografien erstellt und eine Geldsammlung eingeleitet.
Auftraggeber der Rekonstruktion waren: Stadt Bad Schwartau, Bürgerverein, Sparkasse Ostholstein unter Aufsicht des Ministeriums für Bildung, Wissenschaft, Forschung und Kultur, Schleswig-Holstein
1997 wurde die Plastik neu gegossen. Am 31. August 1997 wurde der Brunnen eingeweiht.

## Brunnen

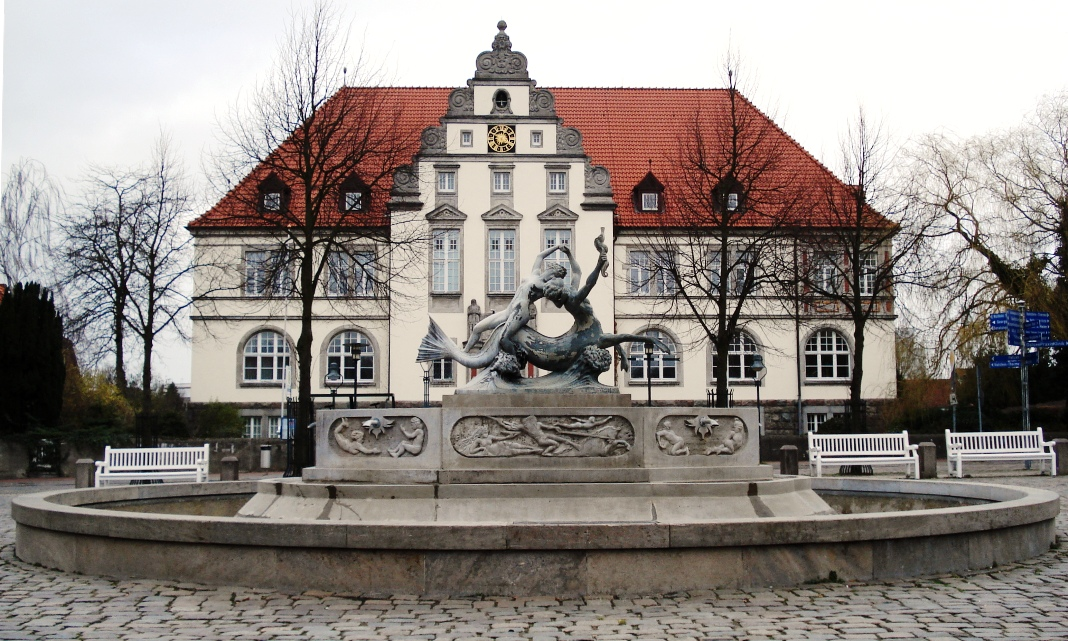
Gesamtansicht des Brunnens „Im Spiel der Wellen“ (vor dem Amtsgericht Bad Schwartau)

Der Original-Brunnen wurde in den 1950er Jahren abgerissen.
Bei der Rekonstruktion des Brunnens wurde dieser ebenfalls nach dem Vorbild des originalen Brunnens erstellt.
Der Brunnen hat (mit der Plastik) eine Gesamthöhe von ca. 3,50 m – wobei zusätzlich aus dem Seepferdchen eine Fontäne aufsteigt. Der Brunnen auf dem sich die Plastik befindet besteht aus einem runden Wasserbecken mit einem Durchmesser von ca. 8 m, in dem sich auf einem ovalen Podest von ca. 6 m Länge und ca. 2 m Breite die Plastik „Im Spiel der Wellen“ inmitten des oberen Wasserbeckens befindet. Das Wasser fließt aus dem oberen Becken über sechs Ausflüsse in ein mittleres Becken und von dort als Kaskade in das untere Becken. Das obere Becken ist an den Seiten mit Reliefs aus Muschelkalk-Sandstein verziert.
Koordinaten: 53° 55′ N, 10° 42′ O